# Ширвінтос
Ши́рвінтос (лит. Širvintos, пол. Szyrwinty) — місто в південно-східній частині Литви, адміністративний центр Ширвінтського району Вільнюського повіту.
Назва походить від назви річки Шірвінти (лит. Širvinta), назву якої в свою чергу пов'язують з назвою лосів (лит. širviai), які проклали до річки шлях серед густих лісів.

## Герб
Герб міста являє собою щит, розділений на червлене і блакитне поля. На щиті зображена голова лося, що символізує навколишні ліси, та меч, який разом з червленим кольором символізують історичні битви - ширвінтський край належав Кернаві, одному з головних оборонних комплексів ранньої Литви. Дата прийняття: 30.10.1997.

## Історія
У документах поселення вперше згадується в 1475 у зв'язку з будівництвом костелу. Після проведення поштового тракту Вільно - Вількомир у 1879 тут була побудована поштова станція. У листопаді - грудні 1920 у Ширвінтосі пройшли бої між частинами литовської армії та військами генерала Л. Желіговського, що зайняли Вільно. Деякий час Ширвінти знаходилися в нейтральній зоні між Литовською Республікою та Серединною Литвою, потім Польщею; після ліквідації нейтральної зони місто опинилося на литовській території. У 1950 став районним центром, а у 1951 містом.

## Населення
| Динаміка населення з 1885 по 2013 |      |          |      |          |          |          |          |      |
| 1885                              | 1903 | 1970пер. | 1976 | 1979пер. | 1989пер. | 2001пер. | 2011пер. | 2013 |
| 778                               | 1676 | 3084     | 4900 | 5146     | 7442     | 7273     | 6415     | 6197 |
| Гістограма динаміки населення     |      |          |      |          |          |          |          |      |